# Machine Gun
«Machine gun» es una canción escrita e interpretada por Jimi Hendrix, es la 2 ª pista en el álbum en vivo de 1970 Band of Gypsys. Aunque una grabación de estudio nunca fue publicada oficialmente, hay varias grabaciones en directo que aparece en (entre otros álbumes en vivo) Jimi Hendrix: live at Berkeley,Blue wild angel: live at the isle of Wight, y las más notable en Band of Gypsys LP,	esta última a menudo elogiada como una de las mejores interpretaciones de Hendrix, e incluso ha sido considerada como uno de los mejores espectáculos dados jamás con una guitarra eléctrica .
"Machine Gun" debutó en septiembre de 1969 por Hendrix y su entonces banda el baterista Mitch Mitchell y el bajista Billy Cox como un largo concierto vagamente definido musicalmente basado en una canción de protesta a la Guerra de Vietnam htm (enlace roto disponible en Internet Archive; véase el historial, la primera versión y la última)., y fue transmitido en el Dick Cavett Show, la semana del 5 de septiembre.
La canción es larga, con más conocidas interpretaciones o ejecuciones de entre diez y veinte minutos de duración, y cada una de ellas con diferentes letras y música, pero que comparten la misma apertura riff y línea de bajo. La canción se abre con una reconocible, Univibe Pedal y un riff de guitarra basado en la intención de imitar los sonidos de una ametralladora disparando. El memorable (y amenazante) bajo y batería patrones con los que comienza la canción. La letra más bien escasa, que difieren en cada función, se dijo desde el punto de vista de un soldado en la lucha contra la guerra:
 "
Ametralladora 

Destrozando mi cuerpo, aparte todos los 

Malos hombres me hacen matar 

Malos hombres que me matan 

Aunque estamos sólo familias. 

Bueno, yo cojo mi hacha y lucho como un agricultor, 

¿Sabes a qué me refiero? 

Oye, y sus balas me mantienen"

En la grabación de Band of Gypsys, la voz de Hendrix también es acompañada por la voz de Buddy Miles.
Machine gun es un buen ejemplo de que Jimi Hendrix usaba pedal de efectos, efectos dominio, ya que en la mayoría de las grabaciones utiliza un wah-wah pedal, un árbitro Fuzz Face, una Univibe pedal, y una Octavia pedal, así como uso de feedback.
La intro de Hear my train a comin de Jimi en Woodstock realizada en agosto de 1969 es una reminiscencia de la introducción de Machine gun, una vez más utilizando el pedal Univibe. También utilizó líneas vocales y riffs (que coinciden en una moda similar al de Machine gun) mientras se reproduce en E blues principalmente a partir de la 12.ª casilla, al igual que la introducción de Machine gun.
Durante la escritura y la grabación de (lo que habría sido) el 4.º álbum de estudio de Jimi hendrix, Jimi comenzó una versión de estudio de Machine gun, que más tarde fue editada en gran medida por Alan Douglas, y que figura en el álbum póstumo lanzado en 1975 Midnight lightning. Esta versión no fue muy bien recibida entre los fanes, como Douglas había músicos en el período de sesiones de tambor, bajo y guitarra, incluso partes, que fueron desaparecidas o que faltan, ya sea debido a la mala calidad de la grabación, o el daño de las cintas.